# Christian Carion
Christian Carion (Cambrai, 4 de gener de 1963) és un director de cinema, escriptor de diàlegs i guionista francès, que va guanyar l'atenció internacional per Bon Nadal, que va ser nominada a diversos premis, inclòs l'Oscar a la millor pel·lícula de parla no anglesa del 2005.

## Vida i carrera
Christian Carion va néixer en una família de pagesos al nord de França. La joventut de Carion es va passar als camps de la granja dels seus pares, on se li recordava constantment la Primera Guerra Mundial, ja que la família sovint trobava obusos perillosos i sense explotar que quedaven dels conflictes als camps. També havia sentit parlar de les històries en què els soldats francesos abandonaven les seves trinxeres a la nit per trobar-se amb les seves dones a les ciutats ocupades pels alemanys i tornaven a lluitar l'endemà al matí. Després d'aprovar el batxillerat, es va incorporar a una escola d'enginyers adscrita al ministeri d'agricultura francès.
Més tard va decidir deixar la seva carrera científica i va començar a rodar pel·lícules que ell mateix es descriu com a "poc interessants". Quan va conèixer Christophe Rossignon, tots dos homes van començar a col·laborar en la realització de pel·lícules: Carion com a cineasta i Rossignon com a productor. El 1999, Rossignon també va actuar al curtmetratge de Carion Monsieur le député.
L'any 2001, Carion va dirigir el seu primer llargmetratge: Une hirondelle a fait le printemps, la història, un homenatge a la seva educació, narra la trobada d'un inquietant pagès, Michel Serrault, i una noia parisenca que busca la calma del camp, interpretada per Mathilde Seigner. La pel·lícula va atreure més de 2,4 milions de espectadors francesos.
Després d'aquest èxit, Carion va iniciar un projecte més ambiciós, Bon Nadal. Projectada al Festival de Canes de 2005, aquesta pel·lícula de ficció històrica representa les confraternitzacions de guerrers de tres països diferents la vigília de Nadal durant la Primera Guerra Mundial. Carion va declarar que mai havia sentit parlar dels incidents reals de la treva de Nadal mentre creixia a França, ja que l'exèrcit francès i les autoritats els van reprimir, havent estat vist com un acte de desobediència. Va ser presentat a la història mitjançant un historiador que li va mostrar fotos i documents arxivats a França, Gran Bretanya i Alemanya. La pel·lícula va ser un èxit comercial. Va ser nominada a nombrosos premis als Premis César francesos i a l'Oscar a la millor pel·lícula estrangera.
Dos anys més tard, va rodar una altra pel·lícula històrica; El cas Farewell, amb Emir Kusturica i Guillaume Canet - una pel·lícula d'espies ambientada a Rússia i basada en veritables esdeveniments.
El 2014 va rodar, a les carreteres del nord de França, Maig de 1940. Aquesta pel·lícula és una altra peça històrica sobre l'èxode de milions de persones el maig de 1940, quan França s'estava enfonsant i els habitants del nord de França fugien de les tropes alemanyes. Escrita utilitzant nombrosos records de la gent del nord, la pel·lícula representa la recerca d'un dissident alemany que busca el seu fill. La música original va ser composta per Ennio Morricone.

## Filmografia
| Any  | Títol                              | Acreditat com | Acreditat com | Acreditat com | Notes |
| Any  | Títol                              | Director      | Guionista     | Actor         | Notes |
| ---- | ---------------------------------- | ------------- | ------------- | ------------- | --- |
| 1999 | Monsieur le député                 | Sí            | Sí            | No            | Curtmetratge |
| 2001 | Une hirondelle a fait le printemps | Sí            | Sí            | Sí            | Festival Internacional de Cinema de Palm Springs - Premi John Schlesinger (Menció d'honor) Nominada—César a la millor primera pel·lícula |
| 2005 | Bon Nadal                          | Sí            | Sí            | Sí            | Festival Internacional de Cinema de Leeds - Premi del Públic Festival Internacional de Cinema de Santa Bàrbara - Premi Elecció del Públic Seminci - Premi FIPRESCI Nominada—Oscar a la millor pel·lícula de parla no anglesa Nominada BAFTA a la millor pel·lícula de parla no anglesa Nominada—César a la millor pel·lícula Nominada—César al millor guió original Nominada—Premi Lux de l'Acadèmia del Cinema Europeu Nominada—Globus d'Or a la millor pel·lícula de parla no anglesa Nominada—Premi Globus de Cristal a la millor pel·lícula |
| 2006 | Ne le dis à personne               | No            | No            | Sí            | |
| 2009 | El cas Farewell                    | Sí            | Sí            | Sí            | |
| 2015 | Maig de 1940                       | Sí            | Sí            | No            | |
| 2017 | Perdut                             | Sí            | Sí            | No            | |
| 2021 | My Son                             | Sí            | Sí            | No            | |
| 2022 | Une belle course                   | Sí            | Sí            | No            | |